# 高知市立高知商業高等學校
高知市立高知商業高等學校是位於日本高知縣高知市大谷地區的公立高等學校。
其棒球部在1990年代以前由於經常取得高知縣代表參加全國賽，因此過去與位於四國同樣經常取得地區代表的學校愛媛縣立松山商業高等學校、香川縣立高松商業高等學校、德島縣立德島商業高等學校被合稱為四國四商。

## 歷史
學校成立於1898年，最初名為「簡易商業學校」，設於當時市區內的帶屋町地區，1899年成為實業學校後更名為「高知商業學校」，1911年遷至附近的追手筋地區，1929再遷移至朝江地區。
1948年配合日本的學制改革更名為「高知市立高知商業高等學校」，於1970年遷至位於大谷地區的現址。